# Acrocercops pylonias
Acrocercops pylonias là một loài bướm đêm thuộc họ Gracillariidae. Nó được tìm thấy ở Peru.